# Ceratostylis oreophila
Ceratostylis oreophila är en orkidéart som beskrevs av Rudolf Schlechter. Ceratostylis oreophila ingår i släktet Ceratostylis och familjen orkidéer. Inga underarter finns listade i Catalogue of Life.